# Clinton (Luisiana)
Clinton é uma cidade  localizada no estado americano de Luisiana, na Paróquia de East Feliciana.

## Demografia
Segundo o censo americano de 2000, a sua população era de 1998 habitantes.
Em 2006, foi estimada uma população de 1921, um decréscimo de 77 (-3.9%).

## Geografia
De acordo com o United States Census Bureau tem uma área de
7,1 km², dos quais 7,1 km² cobertos por terra e 0,0 km² cobertos por água. Clinton localiza-se a aproximadamente 61 m acima do nível do mar.

## Localidades na vizinhança
O diagrama seguinte representa as localidades num raio de 28 km ao redor de Clinton.